# 무주 김씨
무주 김씨(茂朱金氏)는 전북특별자치도 무주군을 본관으로 하는 한국의 성씨이다.

## 역사
《무오보(戊午譜)》세록에 따르면, 시조 김성(金晟)은 신라 대보공 김알지의 43세손으로 고려 공민왕 때 문과에 등과하여 국자감 제주(祭主)를 역임하였으며, 조선 태종 때 보문각 대제학을 지낸 뒤 무주백(茂朱伯)에 봉해졌다고 한다. 그리하여 후손들이 관향을 무주로 삼게 되었다고 한다. 그러나 일설에는 고려 우왕 3년에 벼슬이 보문각 대제각에 이르고 무주백에 봉해졌다고 하여 이 주장 역시 함께 기록한다고 세록에 적혀 있다.
2세 김생려(生麗)는 부제학(副提學)에 올랐으며, 3세 김규(葵)는 세종조에 예조판서를 거쳐 홍문관 대제학(大提學)으로 대광원윤(大匡元允=크게 바르고 올바름의 으뜸)이란 칭송이 높았다. 6세 김선지(善之)는 집현전 교리로 18학사와 함께 종사하며 문종으로부터 어린 단종의 뒷일을 부탁받은 고명대신(顧命大臣)이다. 후일 사육신(死六臣) 등과 더불어 단종의 복위를 도모하다가 병자사건에 연루되어 김감(堪), 김선지(善之), 김한지(漢之), 김유인(有仁)이 참형을 당하는 멸문의 화를 입었다. 이로 인하여 가족들은 고향인 수원 북쪽 청룡산(靑龍山) 아래 벽계동(碧溪洞)에서 화를 피하여 충청도 내포지역(보령,홍성,예산,아산,당진,서산,태안 등)에 흩어져 살게 되었다. 12세 김석여(錫汝)는 충청지방의 저명한 성리학자로 존경 받았고, 14세 김광찬(光纘)은 효행으로 정조로부터 효자집안이라는 친필 현판을 하사 받았으며, 19세 김사구(思九)는 일제에 맞서 독립운동에 참여하여 애국지사로 이름을 날리는 등 대대로 충절과 의리, 효행을 실천하고 학문에 정진하는 가문의 전통과 명예를 이어왔다.

## 본관
무주(茂朱)는 전라북도 북동부에 위치한 지명이다. 삼한시대에 주계(朱溪)는 마한에 속했고, 무풍(茂豊)은 변진의 감문국(甘文國)에 속하였다. 백제의 근초고왕이 마한을 평정하면서 주계를 정복하고 적천현(赤川縣)이라 칭했으며, 조분왕은 감문국을 토벌하고 무풍을 무산현(茂山縣)으로 개칭하였다. 신라의 영토가 된 뒤 한촌(寒村)으로 전락하여, 757년(경덕왕 16) 주계를 단천현(丹川縣)으로 개칭해 전주 진례현(進禮縣)의 속현으로 삼았고, 무산현을 무풍현으로 개칭해 상주 개령군(開寧郡)에 속하게 하였다. 940년(태조 23) 단천을 주계로 개칭했고, 995년(성종 14) 주계와 무풍을 남원부 진례현의 속현으로 하였다. 1018년(현종 9) 5도제가 실시되면서 주계와 무풍을 전라도에 예속시켰다. 1391년(공양왕 3) 주계가 무풍을 병합하였다. 조선 개국 후 1414년(태종 14) 주계와 무풍을 통합해 무주현으로 개칭하였다.

## 인물
- 김생려(金生麗) : 태종 때 문과에 급제하여 형조참의, 판결사, 부제학 등을 역임하였다.
- 김규(金葵) : 세종 때 등과한 후 승정원 좌부승지와 예조참의를 거쳐 대제학에 이르렸다.
- 김선지(金善之) : 문과에 급제하고 집현전 교리(集賢殿校理)에 이르러 단종의 복위를 도모하다가 아우 김한지(漢之) 및 아들 김유인(有仁)과 함께 화(禍)를 입어 그 충절로 동학사 숙모전(조선시대의 단종과 그 신하의 충혼)에 제향되었다.

## 분파
- 사정공파
- 도계공파
- 창암공파
- 참봉공파
- 사곡공파
- 통덕공파
- 교리공파

## 과거 급제자
조선시대 문과 급제자는 없고, 무과 급제자 3명을 배출하였다.
무과
김구(金龜) 김숙(金淑)   
생원시
김병민(金秉民) 김양래(金陽來)    
진사시
김사용(金思容) 김석래(金錫來) 김위(金瑋) 

## 집성촌
- 충청남도 아산시 일원
- 충청남도 보령시 일원
- 충청남도 서산시 일원
- 충청남도 홍성군 일원